# Fourneau (constellation)
Fornax
Pour les articles homonymes, voir Fourneau.
Le Fourneau est une constellation peu lumineuse de l'hémisphère sud.

## Histoire
Le Fourneau est l'une des 14 nouvelles constellations introduites par Nicolas-Louis de Lacaille en 1752 afin de combler les derniers espaces de ciel austral sans dénomination. Elle était originellement nommée Fornax Chemica, le fourneau du chimiste en latin. Son nom peut également être rapproché de Fornax, la divinité romaine du pain et des fours ou au fourneau d'Héphaïstos, dieu grec du fer, du marteau et des fourneaux.

## Observation des étoiles

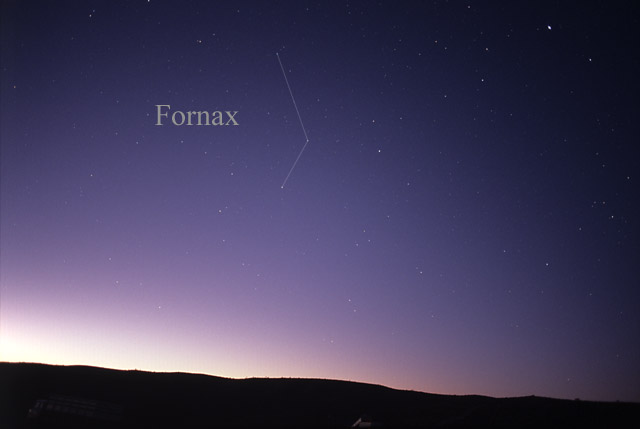
Constellation du Fourneau.

Le Fourneau est entièrement situé dans la grande boucle Est-Sud-Ouest que fait la rivière Éridan. La rivière elle-même est difficile à repérer, et le Fourneau plus encore.

## Étoiles principales

### αFornacis
L'étoile la plus lumineuse de la constellation du Fourneau, α Fornacis, avec ses 3,80 de magnitude apparente ne se trouve qu'à la fin de la quatrième magnitude. Il s'agit d'une étoile double composée de deux étoiles de classe F8 et G7. Elles ont sensiblement la même masse que le Soleil et sont distantes l'une de l'autre de 56 ua en moyenne sur une orbite très excentrique, orbitant en 269 ans.

### Autres étoiles
Aucune des autres étoiles de la constellation ne dépasse la cinquième magnitude.

## Objets célestes
Le Fourneau renferme un grand nombre de galaxies et notamment l'amas du Foureau qui déborde sur la constellation voisine de l'Éridan. Quelques-unes sont suffisamment brillantes pour être distinguables dans un petit télescope, comme NGC 1097, NGC 1365 et NGC 1398.
La constellation abrite la nébuleuse planétaire NGC 1360 et l'amas globulaire NGC 1049, ce dernier appartenant à la galaxie naine du Fourneau, l'une des galaxies naines les plus rapprochées de la Voie lactée.
Le Fourneau englobe une portion du ciel qui possède peu d'étoiles ou d'objets proches et, pour cette raison, elle a été choisie pour réaliser la photographie du « Champ ultra-profond » prise par le télescope spatial Hubble en 2003 et 2004.